# Palacio de Justicia (Santa Marta)
El Palacio de Justicia es un edificio público situado en el parque de Los Novios de Santa Marta, Colombia. Alberga la rama judicial del departamento de Magdalena. 

## Historia
El palacio fue construido a principios del siglo XX en tiempos de bonanza bananera. El edificio se encuentra junto a la Antigua Escuela Cuarta y frente a la estatua de Francisco de Paula Santander. A su vez, desde los años años 1930 el lugar también es conocido como parque Santander en honor a ese prócer colombiano, conocido como El Hombre de las leyes.